# Паляваам (посёлок)

Половодье, 1963 г.

Паляваа́м — заброшенный посёлок гидрологов на одноимённой реке в Чаунском районе Чукотского автономного округа, имел временный статус.

## История
В 1962 году возле сопки у посёлка разбился самолёт Ан-2Т.
Посёлок упразднён в 1972 году. Посёлок упоминается в документах избирательных комиссий и статье газеты «Магаданская правда».

## Инфраструктура
В посёлке находилось четыре небольших дома из бруса и нескольких утеплённых палаток, расположенных на берегу реки.

## Транспорт
Посёлок находится возле трассы 77К002 Певек — Эгвекинот и двухсотметрового автомобильного моста через Паляваам в среднем его течении.
Был развит авиатранспорт (авиаперевозчик Магаданская ОАГ).